# Aloja kommun
Alojas novads var en kommun i Lettland. Den låg i den norra delen av landet, 100 km norr om huvudstaden Riga. Antalet invånare var 6 152. Arean var 631 kvadratkilometer.
2021 slogs kommunen samman med Limbaži kommun.
Följande samhällen fanns i Alojas novads:
- Aloja
- Staicele